# پل هانتر (اسنوکرباز)
پل هانتر (انگلیسی: Paul Hunter; ۱۴ اکتبر ۱۹۷۸ – ۹ اکتبر ۲۰۰۶) اسنوکرباز اهل انگلستان بود که به دلیل چهره و سبک بازی جذابش، «بکهام ماهوت سبز» لقب گرفته بود.
او سه بار قهرمان مسابقات مسترز شد و در سال ۲۰۰۶ به دلیل تومور دستگاه درون‌ریز درگذشت.